# Sandro Gozi

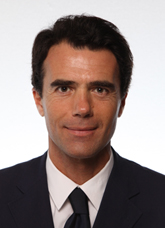
Sandro Gozi, político italiano

Sandro Gozi (pronúncia italiana: [ˌsandro ˈɡɔddzi]) (25 de março de 1968 em Sogliano al Rubicone) é um político italiano do Partido Democrata que é membro do Parlamento Europeu desde 2020. Foi membro da Câmara dos Deputados italiana de 2006 a 2018 e foi eleito para o Parlamento Europeu em 2019, representando a França na lista do Renascimento (RE) da Macron.